# 安东·阿列克谢耶维奇·阿夫杰耶夫
安东·阿列克谢耶维奇·阿夫杰耶夫（俄語：Антон Алексеевич Авдеев，1986年9月8日—），俄罗斯男子击剑运动员。他曾获得2009年世界击剑锦标赛男子重剑个人冠军。他也参加了2008年和2016年夏季奥运会。